# Folsomia
Genre
Folsomia est un genre de collemboles de la famille des Isotomidae.

## Liste des espèces
Selon Checklist of the Collembola of the World (version du 29 août 2019) :
- Folsomia abrupta Potapov & Deharveng, 2000
- Folsomia achaeta Bagnall, 1939
- Folsomia agrelli Gisin, 1944
- Folsomia albens Kaprus & Potapov, 1999
- Folsomia alpigena Stach, 1947
- Folsomia alpina Kseneman, 1936
- Folsomia altaica Martynova, 1974
- Folsomia altamontana Yosii, 1971
- Folsomia amazonae Winter, 1963
- Folsomia americana Stach, 1947
- Folsomia amplissima Potapov & Babenko, 2000
- Folsomia ancestor Potapov & Babenko, 2000
- Folsomia annamariae Winter, 1963
- Folsomia antricola Loksa, 1959
- Folsomia aquatica Wang & Wu, 2012
- Folsomia arena Potapov & Babenko, 2006
- Folsomia arunachalensis Mandal, 2018
- Folsomia asiatica Martynova, 1971
- Folsomia atropolaris Potapov & Babenko, 2000
- Folsomia australica Potapov, Janion-Scheepers & Deharveng, 2017
- Folsomia baicalica Stebaeva & Potapov, 1998
- Folsomia baida Potapov, 2006
- Folsomia baijali Prabhoo, 1971
- Folsomia bashkira Potapov & Kuznetsova, 2006
- Folsomia bidentata Lee, 1974
- Folsomia binoculata (Wahlgren, 1899)
- Folsomia biparis Potapov & Gulgenova, 2013
- Folsomia bisetosa Gisin, 1953
- Folsomia bisetosella Fjellberg, 2005
- Folsomia bogojevicae Dunger, 1989
- Folsomia borealis Potapov & Babenko, 2000
- Folsomia brevicauda Agrell, 1939
- Folsomia brevifurca (Bagnall, 1949)
- Folsomia brevisensilla Potapov & Babenko, 2000
- Folsomia britannica Stach, 1947
- Folsomia candida Willem, 1902
- Folsomia cephalota Bu, Gao, Potapov & Huang, 2017
- Folsomia checae Lucianez & Simon, 2003
- Folsomia ciliata Babenko & Bulavintsev, 1993
- Folsomia clavipila Cassagnau, 1954
- Folsomia coeruleogrisea (Hammer, 1938)
- Folsomia continentalis Potapov & Dunger, 2000
- Folsomia cryptophila Potapov & Babenko, 2000
- Folsomia culter Potapov & Chimitova, 2009
- Folsomia decaxiophthalma Ford, 1962
- Folsomia decemoculata Stach, 1946
- Folsomia decophthalma Steiner, 1958
- Folsomia decopsis Steiner, 1958
- Folsomia diplophthalma (Axelson, 1902)
- Folsomia dorsomediaseta Bu, Gao, Potapov & Huang, 2017
- Folsomia dovrensis Fjellberg, 1976
- Folsomia duodecimoculata Ford, 1962
- Folsomia echinosetosa Stebaeva, 1978
- Folsomia elongata (MacGillivray, 1896)
- Folsomia evansi Fjellberg, 1984
- Folsomia fimetaria (Linnæus, 1758)
- Folsomia fimetarioides (Axelson, 1903)
- Folsomia fumosa Potapov & Gulgenova, 2013
- Folsomia gebhardti Loksa, 1964
- Folsomia giustii Dallai, 1970
- Folsomia hasegawai Yosii, 1959
- Folsomia heterocellata Stebaeva & Potapov, 1998
- Folsomia heterothorax Potapov & Gulgenova, 2013
- Folsomia hexasetosa Lee, 1977
- Folsomia hidakana Uchida & Tamura, 1968
- Folsomia highlandia Wray, 1950
- Folsomia hissarica Martynova, 1971
- Folsomia hodgei Maynard, 1951
- Folsomia hoffi Scott, 1961
- Folsomia hrabei Rusek, 1984
- Folsomia hubeiensis Ding, Huang & Chen, 2006
- Folsomia imadatei Tamura & Zhao, 2000
- Folsomia inoculata Stach, 1946
- Folsomia kerni Gisin, 1948
- Folsomia kirgisica Martynova, 1973
- Folsomia ksenemani Stach, 1947
- Folsomia kuramotoi Yoshii, 1995
- Folsomia kurushica Potapov, Abdurakhmanov & Aitekova, 2001
- Folsomia kuznetsovae Potapov, 2009
- Folsomia litsteri Bagnall, 1939
- Folsomia loftyensis Womersley, 1934
- Folsomia longdeica Bu, Gao, Potapov & Huang, 2017
- Folsomia longidens Potapov & Babenko, 2000
- Folsomia longiseta Bu, Gao, Potapov & Huang, 2017
- Folsomia lunata Salmon, 1943
- Folsomia macrochaetosa Martynova, 1977
- Folsomia macroseta Ford, 1962
- Folsomia magadani Martynova, 1977
- Folsomia manolachei Bagnall, 1939
- Folsomia manubriopilosa Bu, Gao, Potapov & Huang, 2017
- Folsomia martynovae Potapov, 2001
- Folsomia maximovi Potapov & Gulgenova, 2013
- Folsomia microchaeta Agrell, 1939
- Folsomia mikhaili Jordana & Baquero, 2010
- Folsomia minipunctata Zhao & Tamura, 1992
- Folsomia minorae Potapov, Janion-Scheepers & Deharveng, 2017
- Folsomia minuta Lee & Kim, 1994
- Folsomia miradentata Salmon, 1943
- Folsomia mofettophila Schulz & Potapov, 2010
- Folsomia monoculata (Bagnall, 1949)
- Folsomia monophthalma Bagnall, 1939
- Folsomia montana Martynova, 1971
- Folsomia montigena Stach, 1946
- Folsomia najtae Potapov, Fjellberg & Bokova, 2017
- Folsomia nakajimai Yosii, 1959
- Folsomia nanjingensis Ding, Ji & Chen, 2006
- Folsomia nigromaculata Najt, 1981
- Folsomia nivalis (Packard, 1873)
- Folsomia obscurocellata Potapov & Cassagnau, 2000
- Folsomia ocellata Jordana, 1980
- Folsomia octoculata Handschin, 1925
- Folsomia orientalis Martynova, 1977
- Folsomia ozeana Yosii, 1954
- Folsomia palaearctica Potapov & Babenko, 2000
- Folsomia paoinflata Potapov & Stebaeva, 2006
- Folsomia penicula Bagnall, 1939
- Folsomia picea Christiansen & Tucker, 1977
- Folsomia plenosensilla Bu, Gao, Potapov & Huang, 2017
- Folsomia postsensilis Potapov & Gao, 2012
- Folsomia potapovi Babenko, 2007
- Folsomia prima Mills, 1931
- Folsomia pseudodecemoculata Stebaeva, 1971
- Folsomia pseudodiplophthalma Stach, 1947
- Folsomia pseudovtorovi Potapov & Gulgenova, 2013
- Folsomia pusilla Salmon, 1944
- Folsomia pyrenaea Cassagnau, 1954
- Folsomia quadrioculata (Tullberg, 1871)
- Folsomia regularis Hammer, 1953
- Folsomia riozoyoshiii Potapov & Cassagnau, 2000
- Folsomia rossica Potapov & Dunger, 2000
- Folsomia salmoni Stach, 1947
- Folsomia sanjiangensis Wang & Wu, 2012
- Folsomia santokhi (Baijal, 1958)
- Folsomia sedecimoculata Salmon, 1943
- Folsomia sensibilis Kseneman, 1934
- Folsomia sensivillosa Potapov & Gulgenova, 2013
- Folsomia setifrontalis Potapov & Marusik, 2000
- Folsomia setosa Gisin, 1953
- Folsomia setula Christiansen & Tucker, 1977
- Folsomia sexoculata (Tullberg, 1871)
- Folsomia similis Bagnall, 1939
- Folsomia sparsosetosa Potapov & Stebaeva, 1997
- Folsomia spinosa Kseneman, 1936
- Folsomia stebaevi Potapov & Stevaeva, 2006
- Folsomia stella Christiansen & Tucker, 1977
- Folsomia strenzkei Nosek, 1963
- Folsomia sylvia Wray, 1953
- Folsomia taigicola Stebaeva & Potapov, 1998
- Folsomia taimyrica Martynova, Gordokov & Chelnokov, 1973
- Folsomia tatarica Martynova, 1964
- Folsomia tesari Dunger, 1970
- Folsomia thalassophila Bagnall, 1940
- Folsomia tianshanica Martynova, 1969
- Folsomia torpeda Potapov & Taskaeva, 2006
- Folsomia trisetata Jordana & Ardanaz, 1981
- Folsomia uniparis Potapov & Gulgenova, 2013
- Folsomia uniramia Potapov & Gulgenova, 2013
- Folsomia variabilis Fjellberg, 1984
- Folsomia vasilyevi Berezina & Potapov, 2006
- Folsomia villosa Potapov & Marusik, 2000
- Folsomia vitimica Potapov & Gulgenova, 2013
- Folsomia volgensis Martynova, 1967
- Folsomia vtorovi Martynova, 1971
- Folsomia wanxianensis Ji, Ding & Chen, 2007
- Folsomia wellingdae Potapov & Culik, 2002

## Étymologie
Ce genre est nommé en l'honneur de Justus Watson Folsom.

## Publication originale
- Willem, 1902 : Note préliminaire sur les Collemboles des Grottes de Han et de Rochefort. Annales de la Société Entomologique de Belgique, vol. 46, p. 275-283 (texte intégral).